# 펜실베이니아 대학교

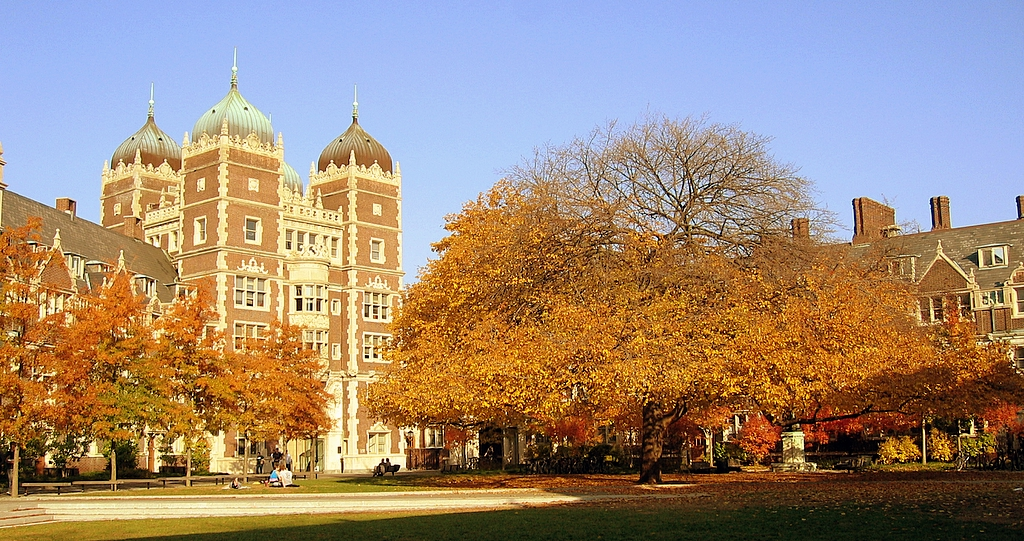
펜실베이니아 대학교 캠퍼스

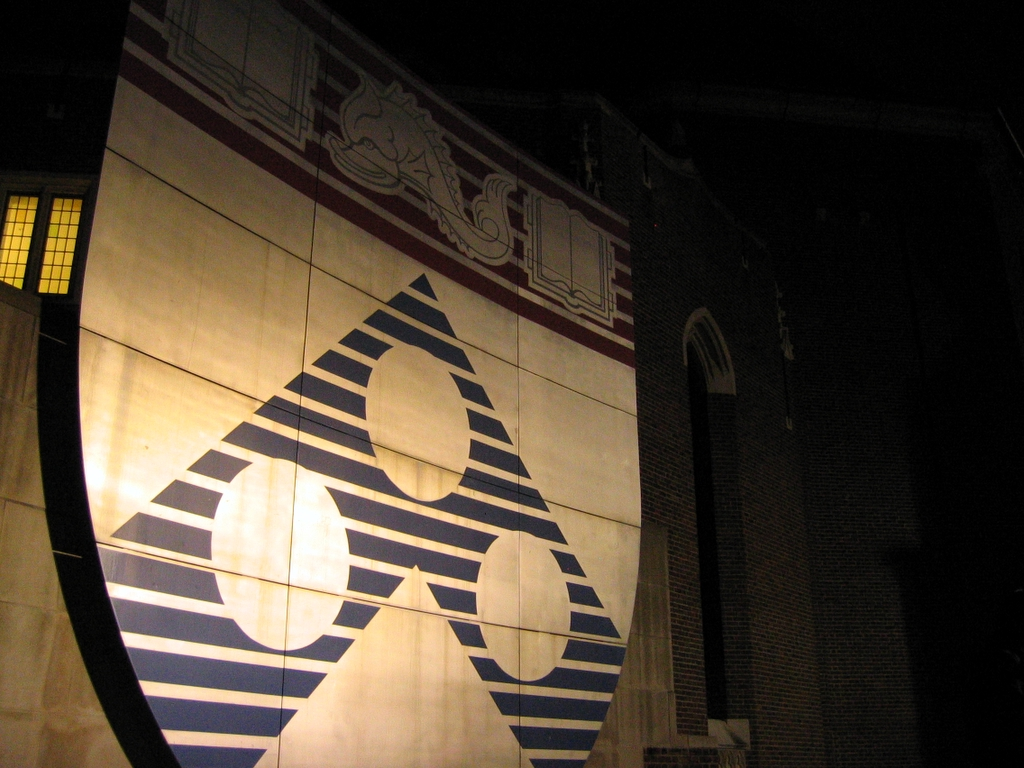

펜실베이니아 대학교(University of Pennsylvania)는 흔히 유펜(UPenn) 혹은 펜 Penn으로도 불리며 미국 펜실베이니아주 필라델피아에 있는 아이비 리그 사립 대학이다. 1740년 설립됐으며 1755년에 인가받은 이 연구 중심 종합 대학교는 미국 대학 협회의 설립 대학 중 하나이며 미국 최초로 학부와 대학원 과정을 모두 제공하기 시작했던 대학이다.
조셉 와튼 (Joseph Wharton)이 설립한 이 대학의 와튼 스쿨은 미국에서 제일 오래된 상경대학이자 세계에서 가장 우수한 상경계열 학부 과정과 경영전문대학원(MBA) 과정을 함께 제공하고 있다. 와튼스쿨은 마케팅, 회계학, 경제학, 재정학 등 모든 전공 분야에서 고루 우수한 평가를 받고 있다.
이 와튼 스쿨 외에도 펜실베이니아 대학교는 법학, 의학, 치의학, 생의공학, 간호학, 언어학, 심리학, 영문학, 인류학, 사회복지학, 교육학 분야에서 세계적으로 매우 뛰어나다.
펜실베이니아 대학교는 여러 종류의 이중학위 과정을 제공하고 있다. 와튼스쿨과 공과대학이 제공하는 경영학과 공학(Management and Technology) 이중학위 과정은 경영학과 공학 분야를 둘 다 공부하고 싶어하는 학생들에게 유용하다. 대학 외에도 일반대학원과 의학, 법학, 경영학, 교육학, 디자인, 치의학, 수의학, 사회복지학 등의 전문대학원이 있어 훌륭한 종합대학을 이루고 있다. 이들 각각의 전문대학원들은 미국 내 뿐만 아니라 세계적으로 최상위권에 속하며, 전 세계에서 우수한 인재들이 입학을 하고 있다.
펜실베이니아 대학교는 9,600명이 넘는 학부학생들과 10,100 여명이 되는 대학원 학생들로 총 19,800여명이 공부하고 있다. 캠퍼스안에 120 여개가 넘는 빌딩들은 오래된 벽돌집에서부터 현대식 건물까지 섞여져 있다. 특히 푸른 가로수가 줄지어 있는 거리(Locust Walk)는 인상적이다.
펜실베이니아 대학교는 필라델피아의 중심에 위치해 있는데 캠퍼스와 시가지와의 경계선이 없어서 도시 자체가 대학같은 분위기를 풍긴다. 주말에는 필라델피아 시내를 중심으로 캠퍼스를 빠져나온 학생들로 인산 인해를 이룬다.
학생 및 교수를 포함해서 지금까지 총 28명의 노벨상 수상자들이 이 대학을 거쳐갔으며, 동문으로는 두명의 미국 대통령을 포함한 총 12명의 국가원수, 3명의 연방대법원 대법관, 9명의 노벨상 수상자, 18명의 억만장자, 18명의 로즈 장학생을 배출했다.

## 역사
벤저민 프랭클린은 발명가답게 실용성을 중시한 사람이었다. 대부분아이비 리그 대학들은 처음에는 성직자들의 양성을 목적으로 세워졌으며 또 지성인 교육을 위한 교양과목 위주 칼리지로 시작된 데 반해 펜실베이니아 대학은 좀 더 실제적이고 응용성있는 교육을 강조하고 있다. 교육의 사회 환원과 실용성을 중요시하는 이런 학풍은 지금까지 이어져 학교 발전을 이끄는 힘이 되고 있다.
미국 독립 이전에 정식 학위 수여를 할 수 있었던 9개의 식민지시대에 설립된 미국의 대학교들 중 하나로서 그 중 4번째로 1740년 설립되었다. 1755년 필라델피아 대학 및 아카데미로 인가되었으며 1775년 미국 독립 전쟁 당시 일시 폐교하기도 했다. 1779년 주 정부의 지원을 받게 되면서 미국 최초의 종합대학교인 펜실베이니아 주립대학교로 다시 문을 열었는데, 1791년 여기서 분리하여 사립대학으로 독립한 것이 현재의 펜실베이니아 대학교에 이른다. 종종 공립인 펜실베이니아 주립 대학교와 명칭 상의 혼동을 일으키지만 두 학교는 전혀 다른 학교이다.

## 교육 및 연구

### 학부 입학 현황
2018년 졸업예정으로 2014년 가을에 입학하는 학부 신입생의 경우 35,868명의 지원자중 10.0%인 3,583명이 합격하였다..

### 평가
유펜은 2020년 《월스트릿 저널 & 타임즈 고등교육 세계대학 랭킹》 미국 대학 학부 순위에서 전체 4위에 선정되었다. 또한 2013년 《U.S. 뉴스 & 월드 리포트》 미국 종합대학 학부 순위 7위, 경영학 순위 1위를 했고, 2014년 중국 세계 대학 학술 순위에서는 세계 16위, 2014년 영국 타임즈 고등교육 세계 대학 랭킹에서는 세계 16위, 타임즈 고등교육 세계 대학 학계 평판도 순위에서는 세계 22위, 2013년 영국 QS 세계 대학 순위에서는 세계 13위, 2013년 사우디아라비아 세계대학랭킹센터(Center for World University Rankings)가 발표한 세계 대학 순위에서는 세계 12위로 선정되었다.
유펜은 세계경제포럼이 선정한 세계 최상위 26개 대학 중 하나이다.
2020년 《U.S. 뉴스 & 월드 리포트》 미국 학부 및 전문대학원 순위에서 유펜 와튼스쿨은 경영학 학부과정과 경영전문대학원 분야 모두에서 단독 1위를 차지했고 《파이낸셜 타임스》의 2014년 세계 경영전문대학원 순위에서는 세계 4위를 기록했다.
의학전문대학원은 연구 부문 UC 샌프란시스코와 공동 4위, 내과 5위, 소아과 1위, 법학전문대학원은 7위, 교육대학원은 5위에 선정되었다.

## 주요 동문

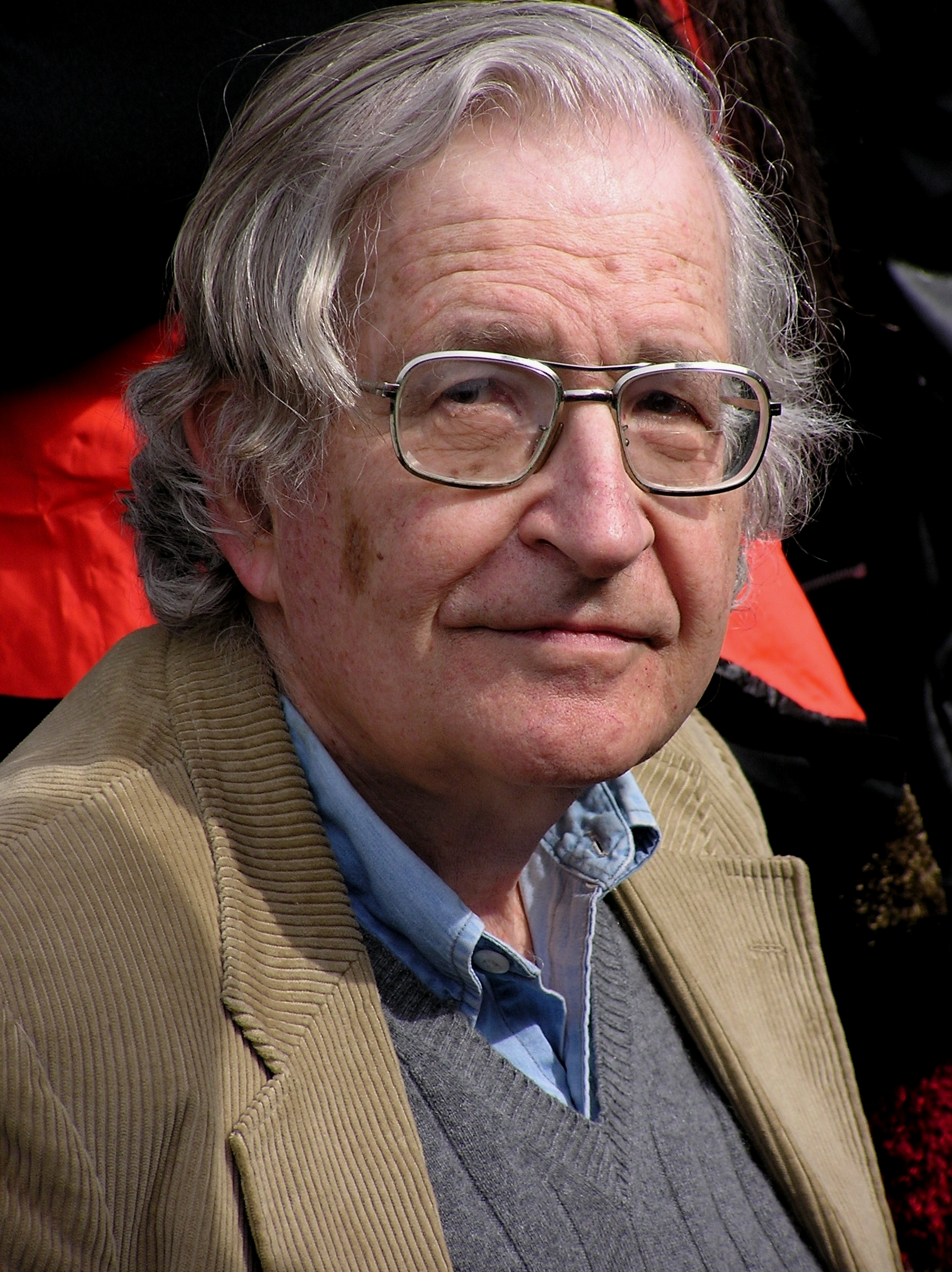
노엄 촘스키 (B.A. 1949, M.A. 1951, Ph.D. 1955

유펜 동문들은 여러 분야에서 활약해왔다. 정계에는 윌리엄 헨리 해리슨 제9대 미국 대통령, 도널드 트럼프 제45대 미국 대통령, 은남디 아지키웨 초대 나이지리아 대통령, 콰메 은크루마 초대 가나 대통령, 알라산 우아타라 현 코트디부아르 대통령, 세사르 비라타 전 필리핀 총리, 토마스 헨드리크 일베스 에스토니아 대통령, 전 주중 미국대사 존 헌츠먼, 전 니카라과 대통령 윌리엄 워커, 주한 미국대사 성 김 등이 유펜 출신이다. 재계에는 부동산 거물 도널드 트럼프, 전 애플 CEO 존 스컬리, 미합중국 제2 은행 제2대 은행장 니콜라스 비들, 제너럴 다이내믹스 CEO 겸 회장 피비 노바코비치, 오라클 사장 사프라 카츠, 테슬라 CEO 겸 회장 엘론 머스크, 전 CBS 코퍼레이션 사장 윌리엄 페일리, 컴캐스트 공동설립자 랄프 로버츠, 징가 CEO 마크 핀커스, 전 테스코 CEO 테리 리히, 링크트인 CEO 제프 와이너, 월드비전 회장 리처드 스턴스 등이 대표적이다. '투자의 귀재' 워렌 버핏은 졸업하진 못했지만 와튼스쿨 경제학 학부과정을 다녔었다. 미국 건국의 아버지들 중 한명인 토머스 미플린, 현대 언어학의 아버지 노엄 촘스키, 법학자 로런스 레시그, 노벨 물리학상 수상자 조지 E. 스미스, 노벨 화학상 수상자 네기시 에이이치와 아메드 즈웨일, 철학자 힐러리 퍼트넘, 시인 에즈라 파운드와 윌리엄 카를로스 윌리엄스, 싱어송라이터 존 레전드, 패션 디자이너 토리 버치, 건축가 루이스 칸, 배우 엘리자베스 뱅크스, 베키 뉴턴, 브루스 던, 캔디스 버건, 에런 유, 로버트 갠트도 유펜을 졸업했다.
한인 동문으로는 독립운동가 서재필, 자유민주민족회의 대표상임의장 이철승, 한국은행 총재 김중수, 경제부총리 겸 기획재정부 장관 현오석, 전 상공부 장관 이봉서, 전 교육감 곽노현, 한충희 주유엔 대한민국 대표부 차석대사, 국회의원 안철수, 유일호, 연세대학교 전 총장 정갑영, 경희대학교 총장 조인원, 현대중공업 회장 이재성, SK그룹 부회장 김신배, 한국벤처투자 CEO 정유신, 천문학자 조경철, 전두환 전 대통령의 아들 전재국 등이 있다.

## 대중문화 속 유펜

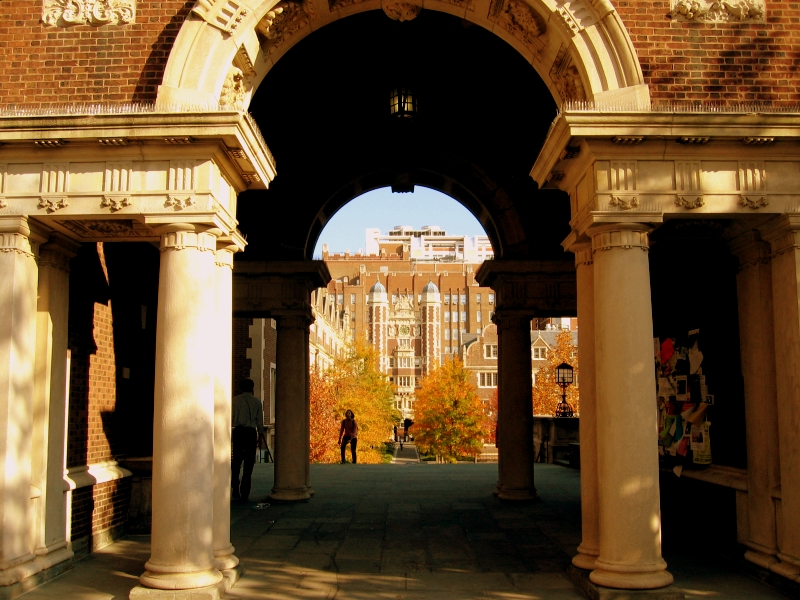

- 《필라델피아는 언제나 맑음》 (미국 시트콤, 2005-)
- 《필라델피아》 (미국 영화, 1993)
- 《트랜스포머: 패자의 역습》 (미국 영화, 2009)
- 《모나리자 스마일》 (미국 영화, 2003)
- 《언브레이커블》 (미국 영화, 2000)
- 《퀴어 애즈 포크》 (미국 드라마, 2000-2005)
- 《오피스》 (미국 시트콤, 2005-2013)

## 갤러리

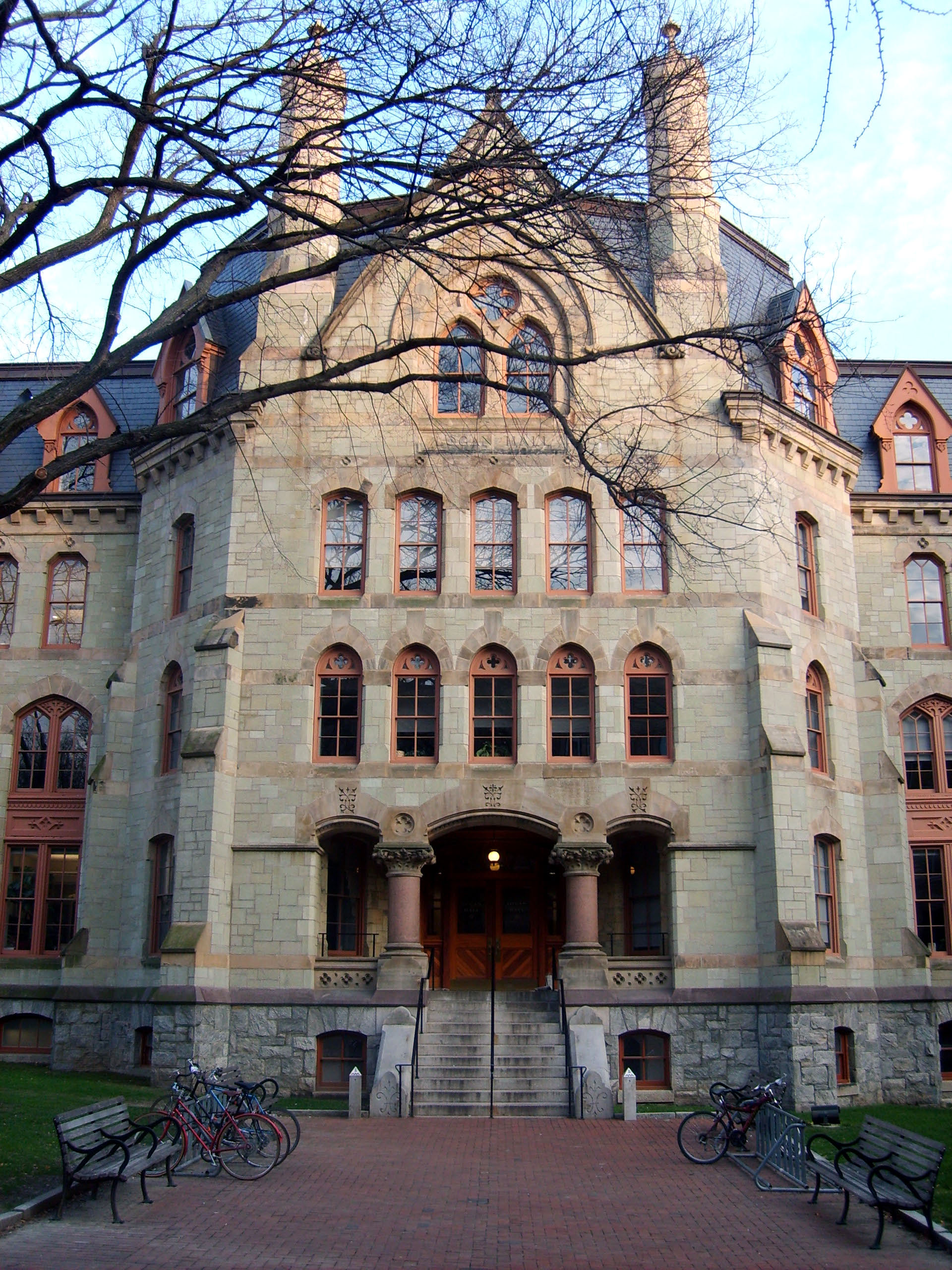
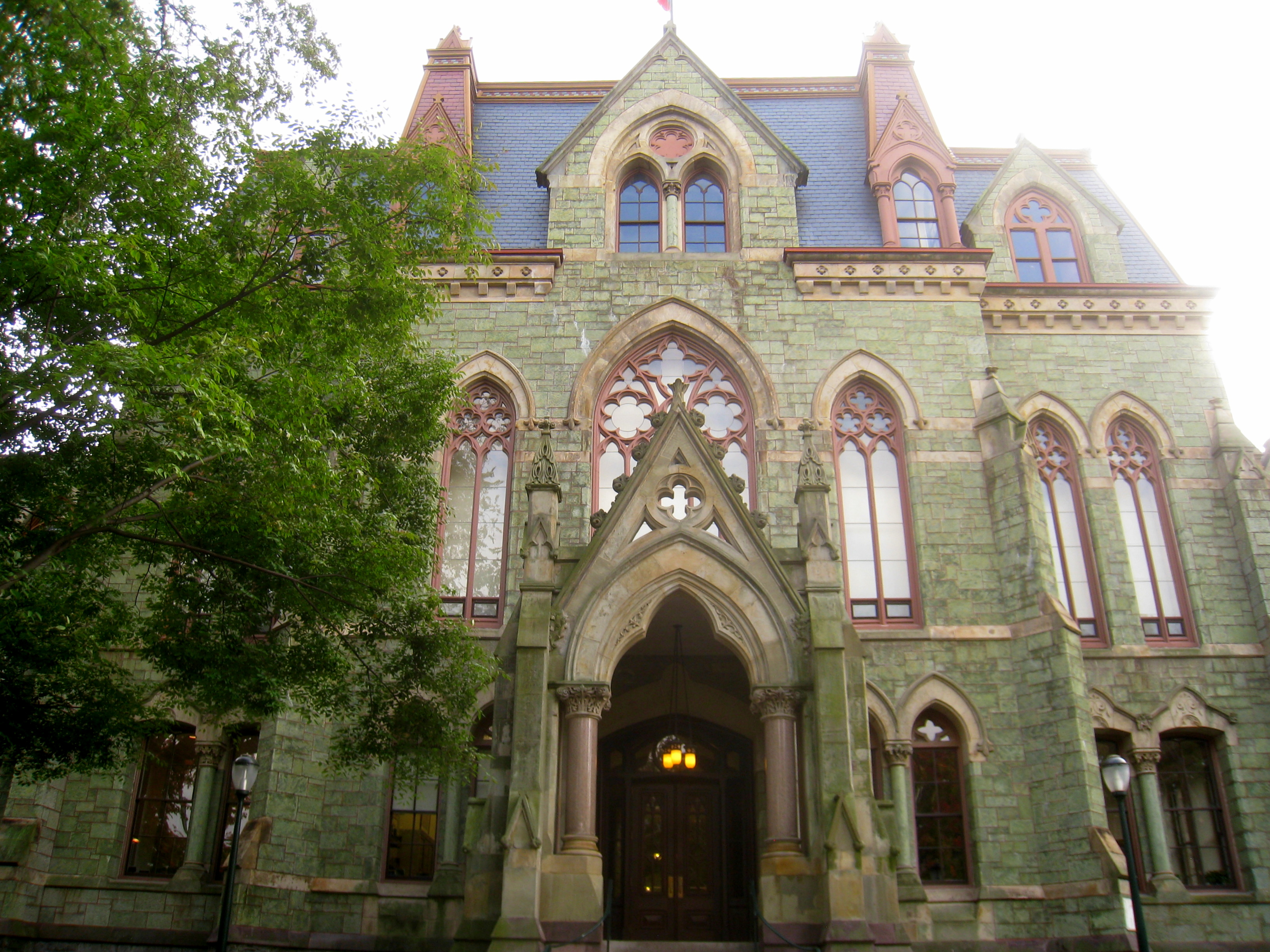
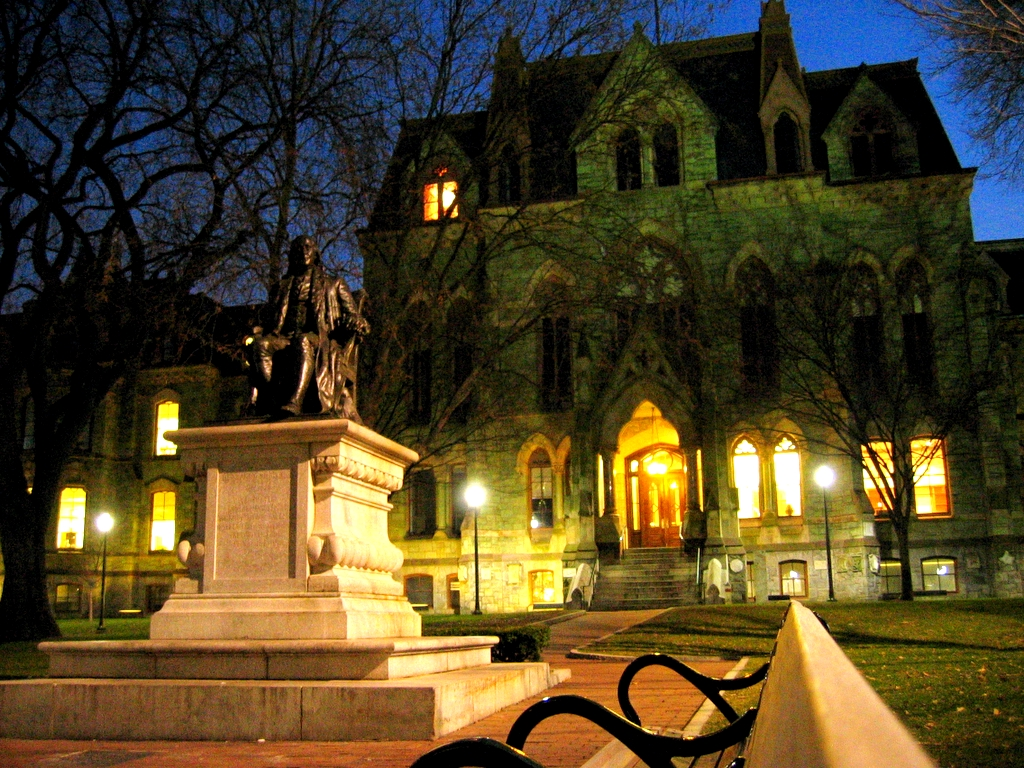
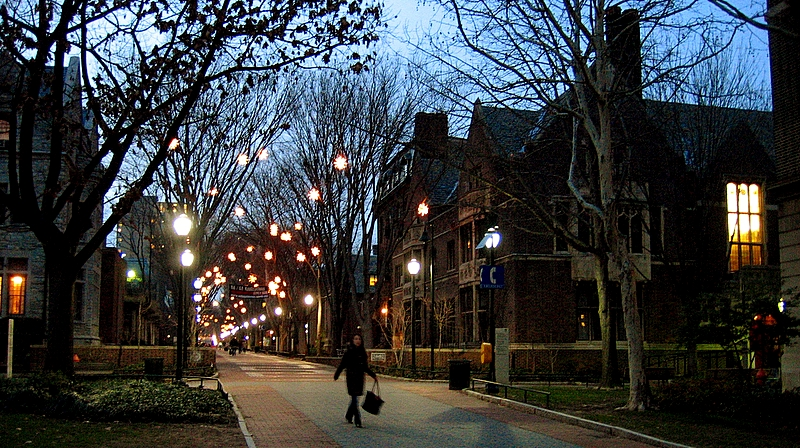
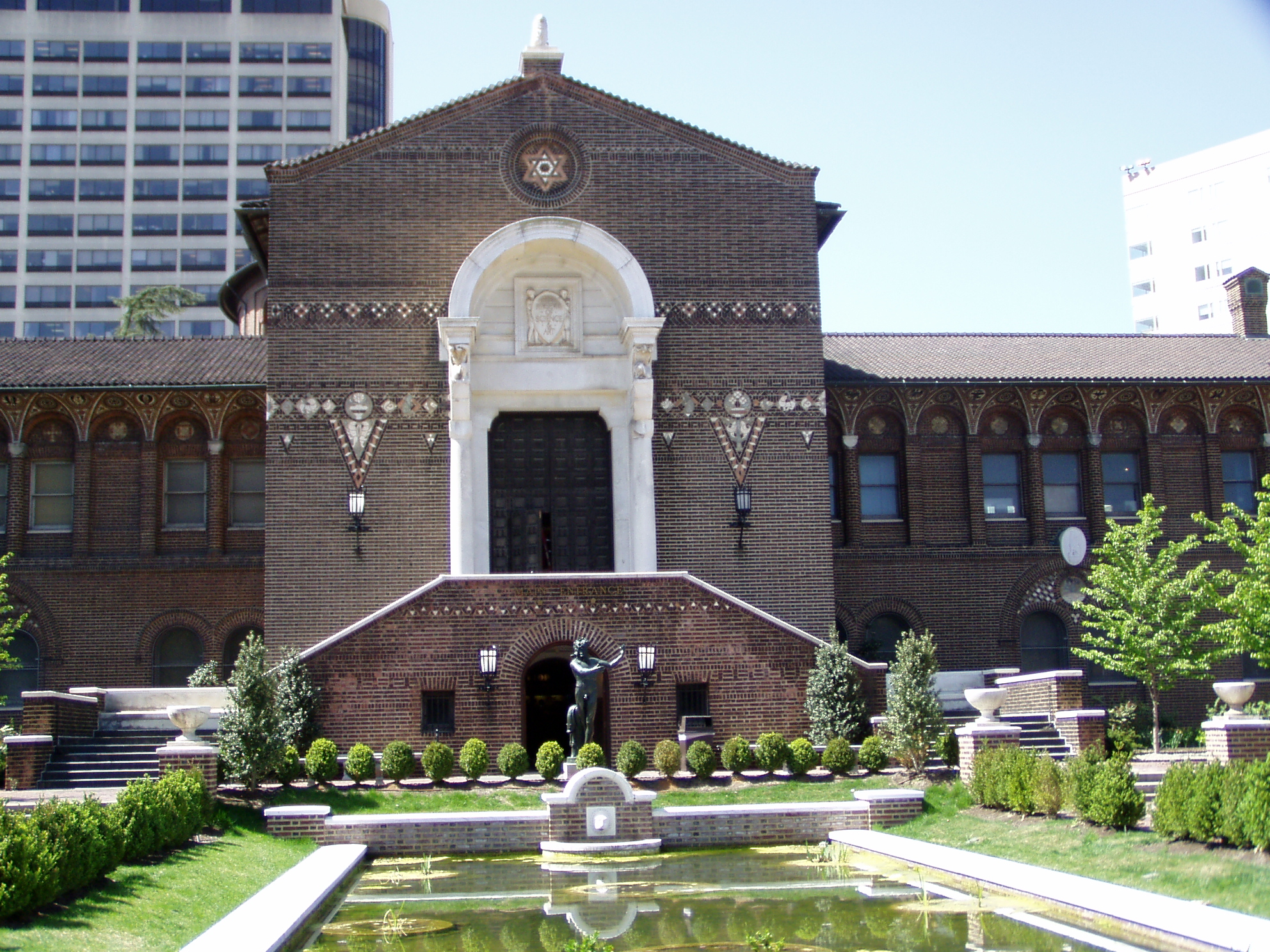
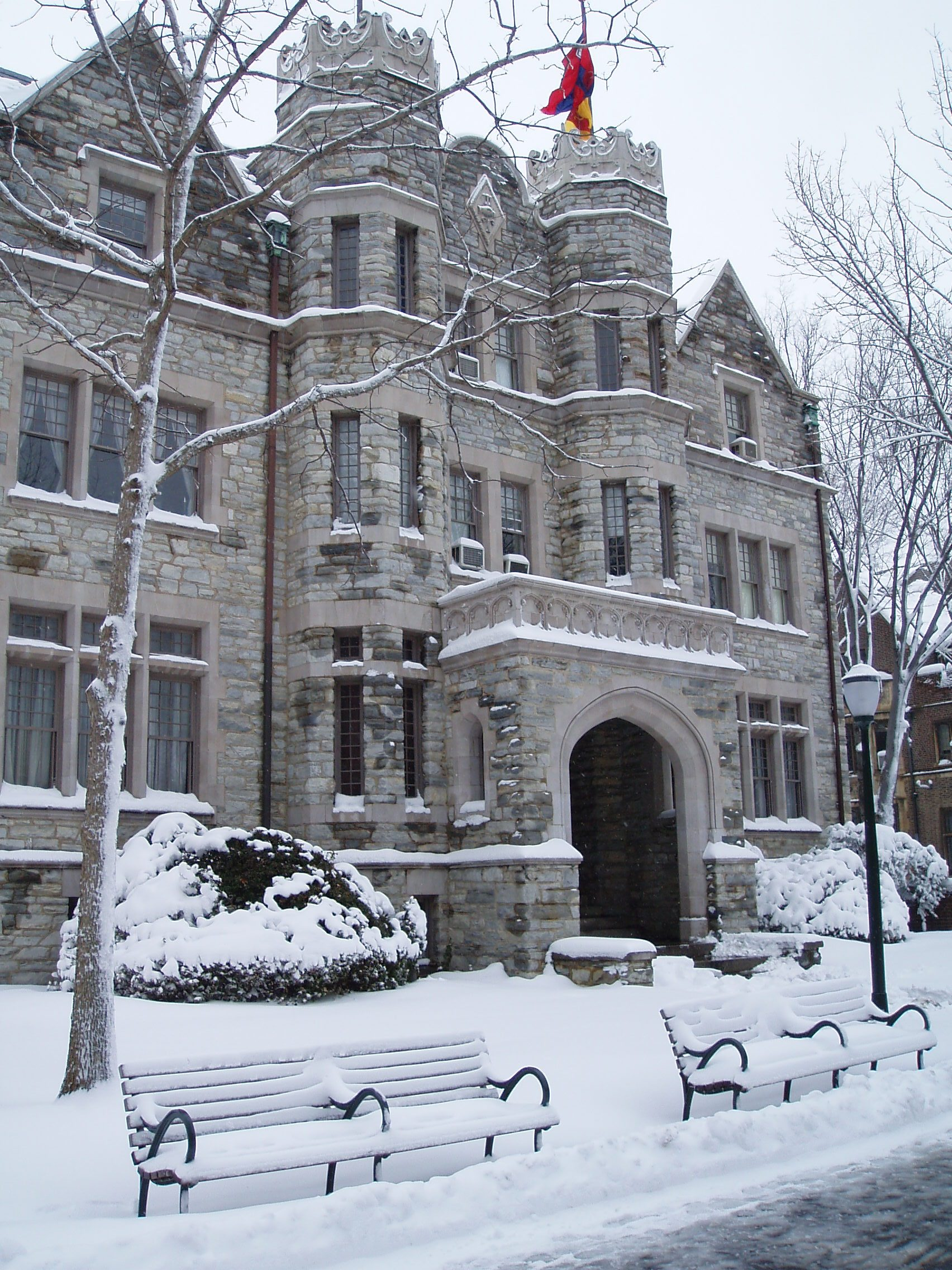
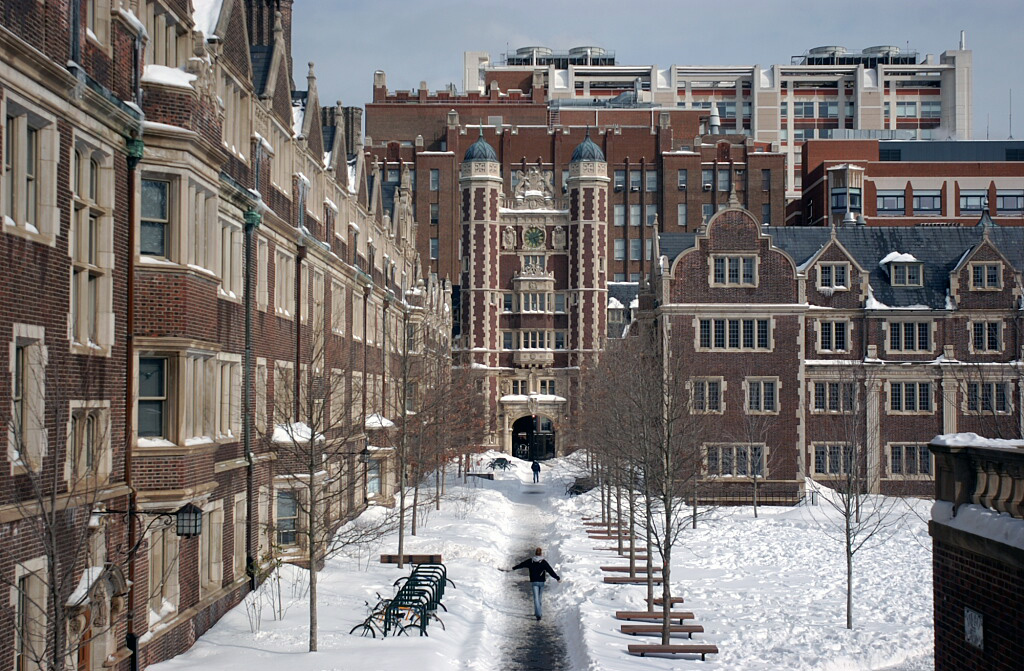
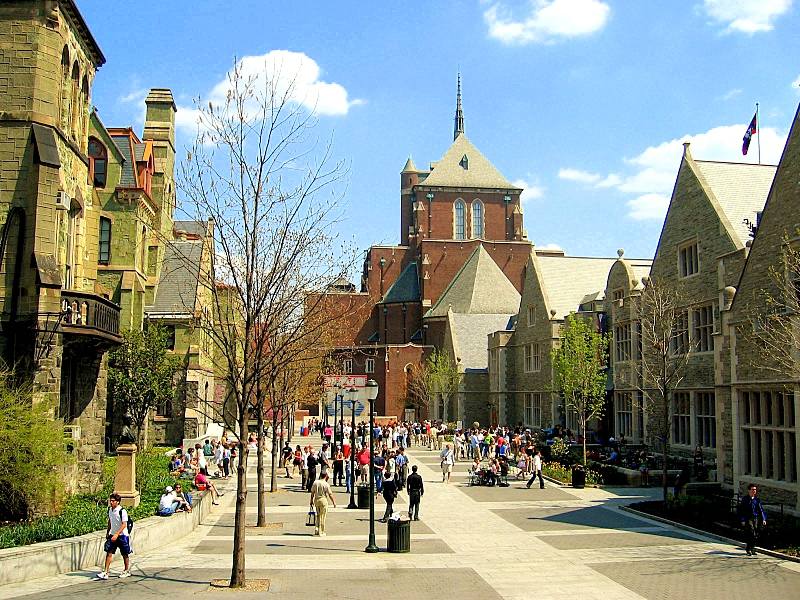
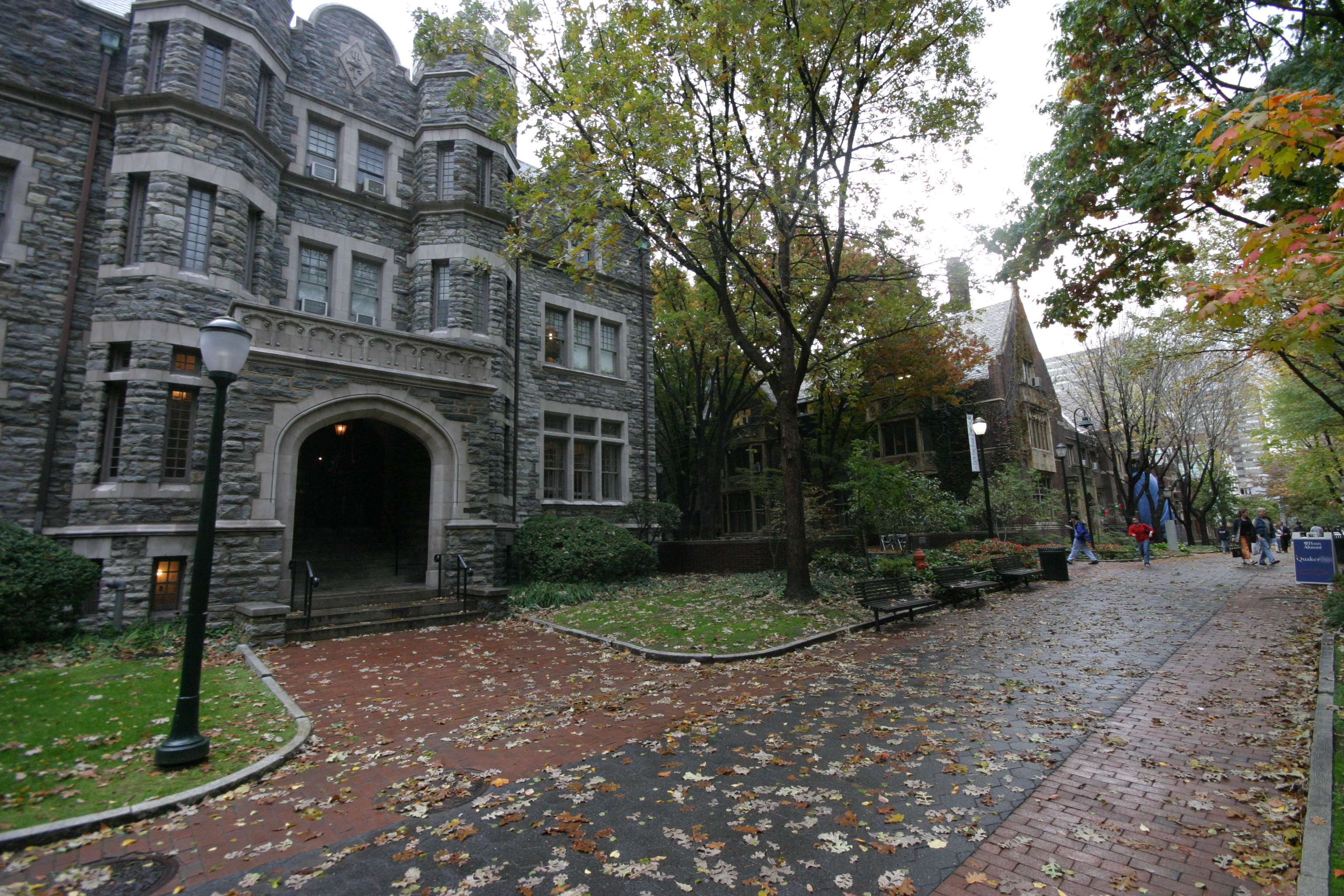
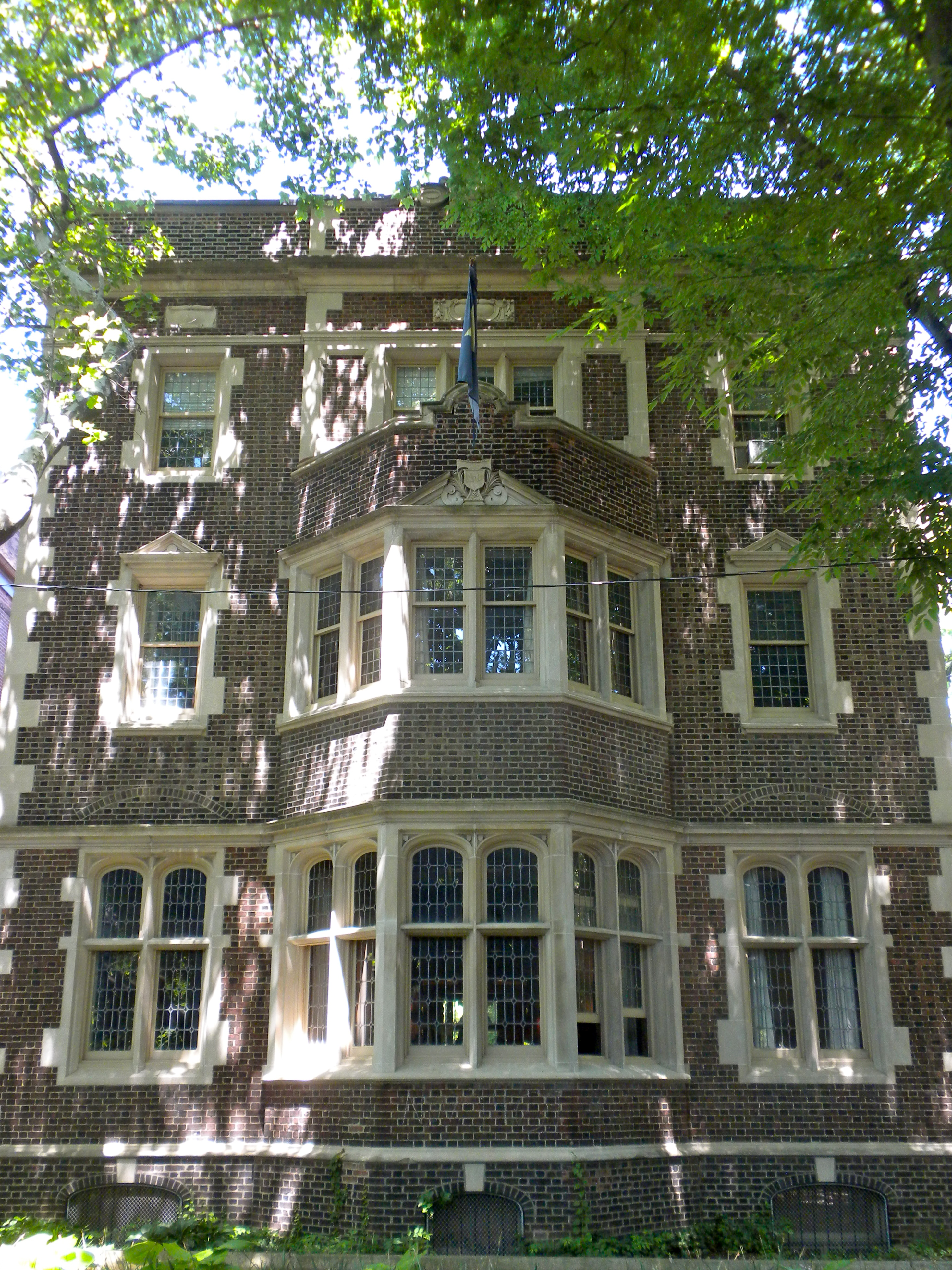
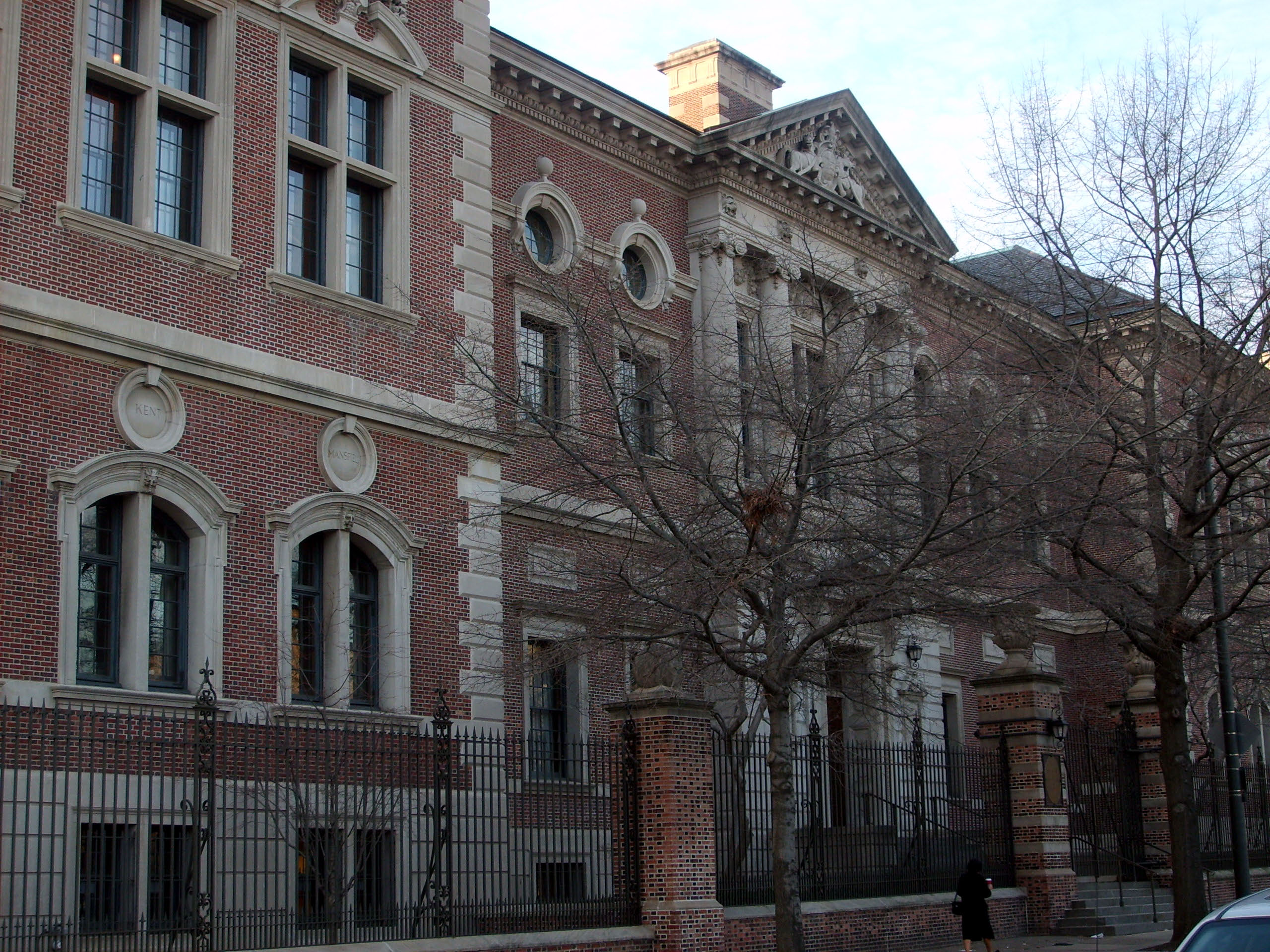
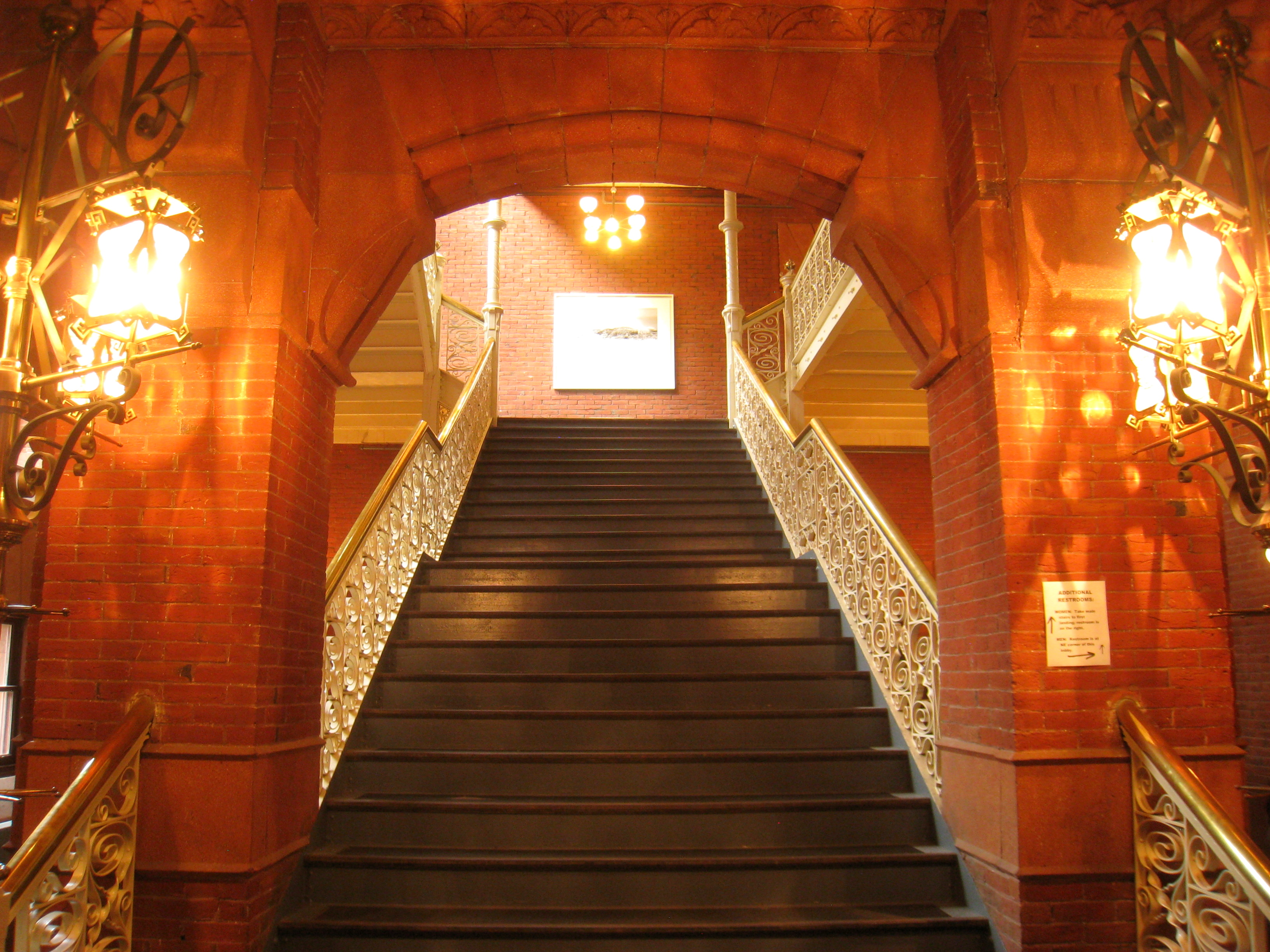
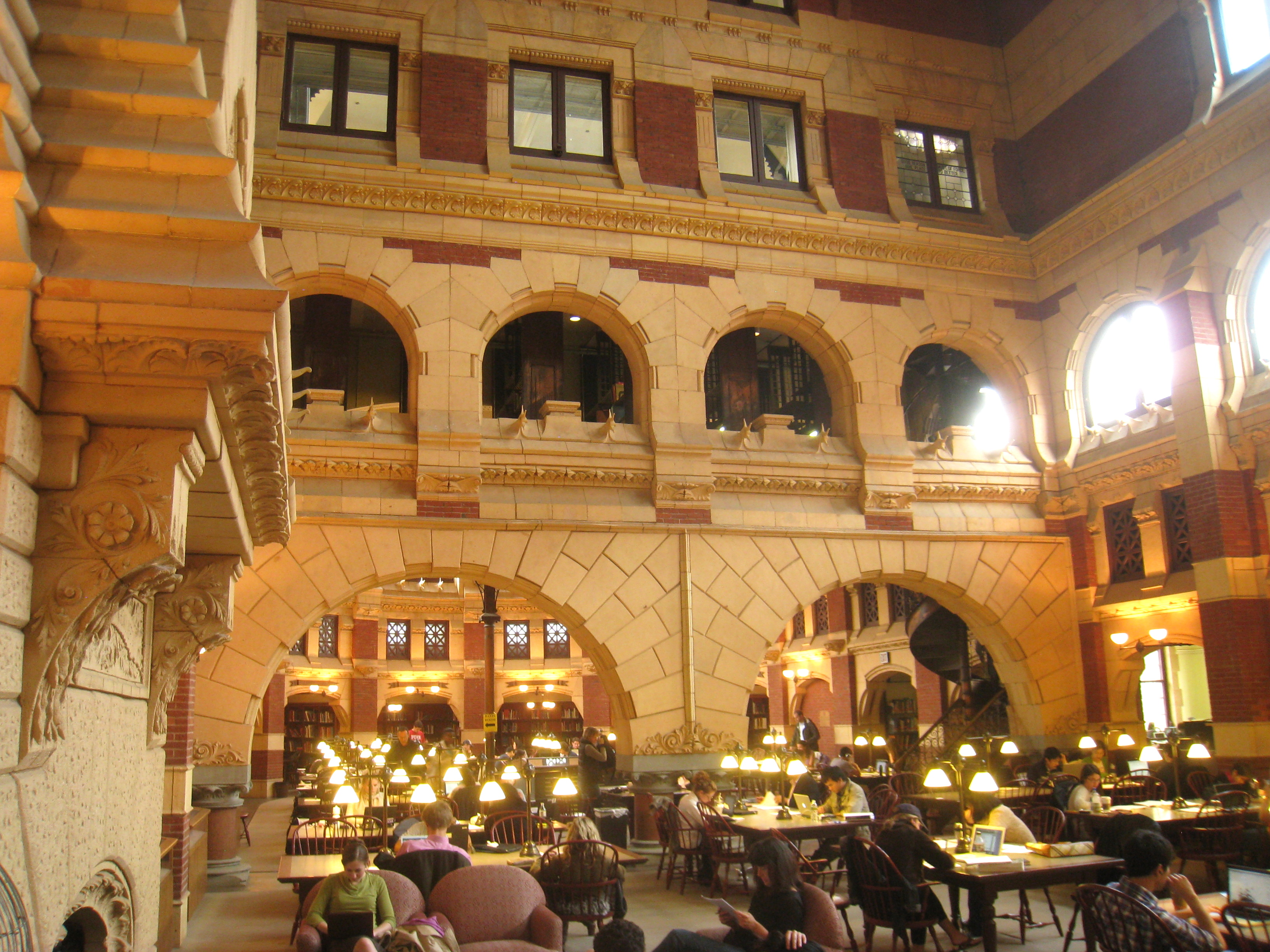
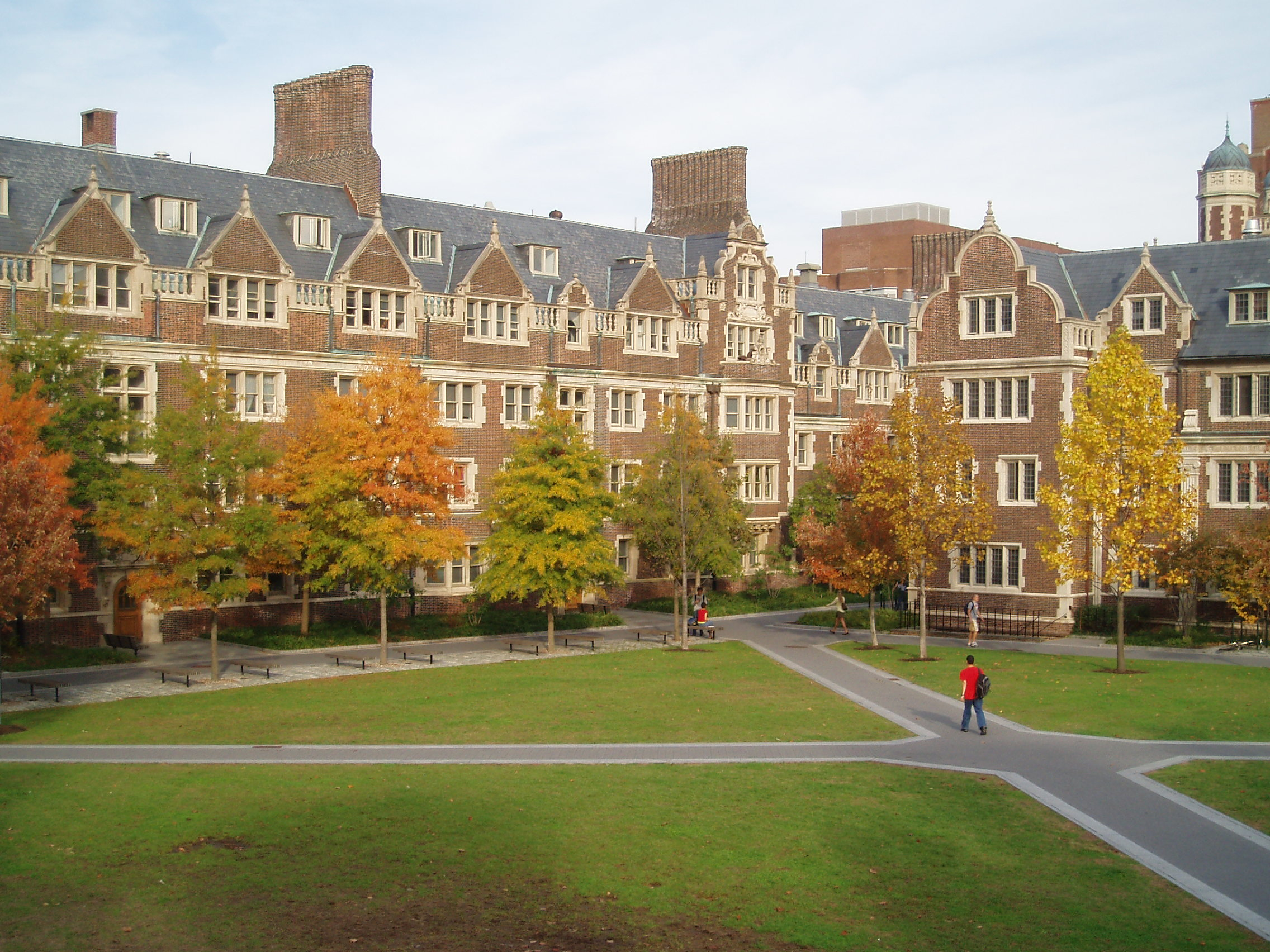

## 같이 보기
- 펜실베이니아 대학교 로스쿨
- 펜실베이니아 대학교 인류고고학 박물관